# Unheimlich
Das Unheimliche (englisch uncanny, französisch Inquiétant, l’inquiétante étrangeté) ist als Gefühl des Schreckhaften, Angst und Grauen Erregenden nicht auf den Bereich ästhetischer Erfahrung beschränkt, sondern beunruhigt den Menschen als verstörende Irritation nicht selten in alltäglichen Situationen.

## Theorien

### Ernst Jentsch
Ernst Jentsch erklärt das Gefühl des Unheimlichen durch intellektuelle Unsicherheit gegenüber Fremdem und Unvertrautem. Der typische Fall ist für ihn der Zweifel an der Beseeltheit eines anscheinend lebendigen Wesens und umgekehrt der Zweifel darüber, ob ein lebloser Gegenstand nicht etwa doch beseelt sei. In der Literatur kann das Gefühl des Unheimlichen, Jentsch zufolge, am sichersten dadurch hergestellt werden, dass der Autor den Leser darüber im Unklaren lässt, ob er in einer bestimmten Gestalt eine lebendige Person oder einen Automaten vor sich hat; Jentsch verweist hierfür auf die Figur der belebt scheinenden Puppe Olimpia in E.T.A. Hoffmanns Erzählung Der Sandmann.

### Sigmund Freud
Sigmund Freuds Essay Das Unheimliche blieb auch für die aktuelle Diskussion wegweisend, obwohl der Begründer der Psychoanalyse mit der ästhetischen Debatte über das Erhabene, Schreckliche, Hässliche und Groteske wohl kaum vertraut war.
Gegen Jentsch wendet Freud ein, das Unheimliche sei nicht nur das Unvertraute, sondern zugleich das Vertraute – unheimlich ist für Freud das, was zugleich unvertraut und vertraut ist.
Er begreift das Gefühl des Unheimlichen als eine bestimmte Form der Angst, und er führt diese Angst auf zwei Quellen zurück: auf die Wiederkehr des Verdrängten und auf die Wiederbelebung eines überwundenen Realitätsverständnisses.
- Eine verdrängte Vorstellung ist beispielsweise die Kastrationsphantasie. In Hoffmanns Erzählung Der Sandmann  ruft das Herausreißen der Augen, Freud zufolge, die verdrängte Kastrationsvorstellung wach und erzeugt so das Gefühl des Unheimlichen.

- Ein überwundenes Realitätsverständnis ist beispielsweise die Überzeugung, bloßes Wünschen sei in der Lage, in der Wirklichkeit Veränderungen hervorzurufen. Dieser infantile Realitätsglaube wird nicht verdrängt, sondern überwunden, befindet sich danach also nicht im Zustand der „Verdrängung“, sondern des „Überwundenseins“[1]. Falls sich Reste dieses Glaubens erhalten haben, kann er durch bestimmte Situationen scheinbar bestätigt werden und dies ruft das Gefühl des Unheimlichen hervor. Freud führt als Beispiel einen Patienten an, der über einen vermeintlichen Rivalen äußerte, es möge ihn der Schlag treffen, und der vierzehn Tage später erfuhr, dass der andere tatsächlich einen Schlaganfall erlitten hatte; für den Patienten war dies ein „unheimliches“ Erlebnis.

Für Freud ist das Unheimliche also das einst Vertraute, etwa ein infantiler Wunsch oder der kindliche Glaube an die Allmacht der Gedanken. Dieses Vertraute wurde verdrängt oder überwunden und hielt sich im Unbewussten verborgen. In unheimlichen Erlebnissen und Vorstellungen kehrt es in entfremdeter Form wieder. Der Angstcharakter des Unheimlichen beruht darauf, dass der Affekt jeder Gefühlsregung durch die Verdrängung in Angst verwandelt wird. „Die Vorsilbe 'un' an diesem Worte ist aber die Marke der Verdrängung.“
Freud unterscheidet das Unheimliche, das man erlebt, von dem Unheimlichen, das man sich bloß vorstellt oder von dem man liest, und am vorgestellten Unheimlichen interessiert ihn vor allem die Fiktion in Gestalt von Phantasie und Dichtung. Für das Erleben gilt die Erklärung des Unheimlichen ohne Ausnahme: die Wiederkehr des Verdrängten und die Wiederbelebung eines überwundenen Realitätsglaubens führen in jedem Fall dazu, dass das Gefühl des Unheimlichen entsteht. Allerdings umfasst das erlebte Unheimliche sehr viel weniger Fälle als das Unheimliche, das auf Fiktion beruht.
Im Bereich der Fiktion ruft die Wiederkehr des Verdrängten ebenfalls ganz ohne Ausnahme ein unheimliches Gefühl hervor. Bei der scheinbaren Bestätigung eines überwundenen Realitätsglaubens ist das jedoch anders. Beispielsweise ist ein Märchen, in dem von der Allmacht des Wünschens erzählt wird, keineswegs unheimlich, und zwar deshalb nicht, weil es den Boden der Realität von vornherein verlassen hat. Unheimlich werden fiktive Vorgänge erst dann, wenn der Dichter sich zunächst dem Anschein nach auf den Boden der Realität gestellt hat; erst dann kommt es zum „Urteilsstreit“, ob das überwundene Glaubwürdige nicht doch real möglich ist, und dieser Konflikt ist die Bedingung für die Entstehung des Gefühls der Unheimlichkeit.
Die Etymologie des Wortes 'unheimlich' kommt der Freudschen Analyse entgegen, und so stellt er dessen sprachgeschichtliche Herkunft seinen psychologischen Überlegungen zur Seite. 'Unheimlich' entwickelt sich als Gegenteil des gemeingermanischen Wortes heim und dessen Bedeutung von 'Haus', 'Wohnort', 'Heimat'. Neben dieser Bedeutung im Sinne des zum Hause Gehörigen und Vertrauten weist das Wort 'heimlich' von Anfang an auch auf den sich verbergenden Rückzug in das Haus und damit auf ein Geheimnis hin.

### Rudolf Otto und Martin Heidegger
Der Theologe Rudolf Otto betrachtet das Unheimliche als rohe, noch unreflektierte Form des beängstigenden Gefühls (mysterium tremendum), das neben der Faszination, die vom Heiligen ausgeht, einen  irreduziblen Teil der Erfahrung des Göttlichen ausmacht.
Der Philosoph Martin Heidegger unterscheidet die konkrete Furcht von der Grundbefindlichkeit der Angst, in der sich der Mensch nicht vor etwas Bestimmtem fürchtet, sondern mit dem Nichts und Nirgends seines Daseinsgrundes konfrontiert wird. Das ängstigende Unheimliche begreift Heidegger als ein existentiales Gestimmtsein des Nicht-zuhause-seins in der Welt.

## Das Unheimliche in Kunst und Populärkultur
In der Literatur waren z. B. E. T. A. Hoffmann, Edgar Allan Poe und Franz Kafka Meister darin, ihren Erzählungen eine suggestiv unheimliche Atmosphäre zu geben. In der Bildenden Kunst lassen sich Johann Heinrich Füssli, Arnold Böcklin oder A. Paul Weber nennen, unter den Zeitgenossen der Fotograf Gregory Crewdson.
Ein Beispiel aus der Musik ist die Komposition Eine Nacht auf dem kahlen Berge von Modest Petrowitsch Mussorgski.
Als verschiedene Künste vereinendes Medium führt der Film auf komplexe Weise Motive des Unheimlichen an. Viele Regisseure bedienen sich in ihren Werken der Motive und Wirkungsmechanismen des Unheimlichen, zum Beispiel in Form von Horrorfilmen und 'schief' klingenden Melodien. Filmemacher, wie Alfred Hitchcock oder David Lynch beschäftigen sich in ihren Filmen mit der Hybridität des Vertrauten und Unbekannten, die der Ästhetik des Unheimlichen zu Grunde liegt. Das schützende Zuhause, in das das Fremde eindringt, oder in dem es verborgen ist, der bekannte und doch fremde Doppelgänger, sind Motive, die in die Popkultur als der Ästhetik des Unheimlichen eingezogen sind, wie sie schon Sigmund Freud in seinem grundlegenden Aufsatz beschreibt.

## Das Unheimliche als räumliches Phänomen
In der neueren Forschung haben Theoretiker auf die spezifischen räumlichen Aspekte des Unheimlichen hingewiesen. Der Architekturhistoriker Anthony Vidler hat in seinen Büchern The Architectural Uncanny und Warped Space das Unbehagen und das Gefühl des Unheimlichen in der modernen Architektur untersucht. Seine Kritik richtet sich dabei auf die Unmöglichkeit der modernen Architektur, die Sehnsucht nach Heimat zu erfüllen.
Ausgehend von den räumlichen Metaphern bei Freud und Lacan postuliert der Kulturwissenschaftler Johannes Binotto in seinem Buch TAT/ORT das Unheimliche als grundlegend räumliches Phänomen. Nicht bestimmte Figuren oder Motive sind per se unheimlich, sondern vielmehr deren räumliche Konstellation. Topologische Konstruktionen wie das Möbiusband oder die Kleinsche Flasche führen das Unheimliche vor als Zustand verstörender, räumlicher Desorientierung. Diese Topologien des Unheimlichen finden sich, Binotto zufolge, schon lange vor der Psychoanalyse in den Artefakten der Kultur, etwa den Architekturstudien von  Giovanni Battista Piranesi den Erzählungen von Edgar Allan Poe, H. P. Lovecraft oder Charlotte Perkins Gilman oder den Filmen von Fritz Lang und Dario Argento bereits vorweggenommen oder weitergeführt.